# Festival di Berlino 1954

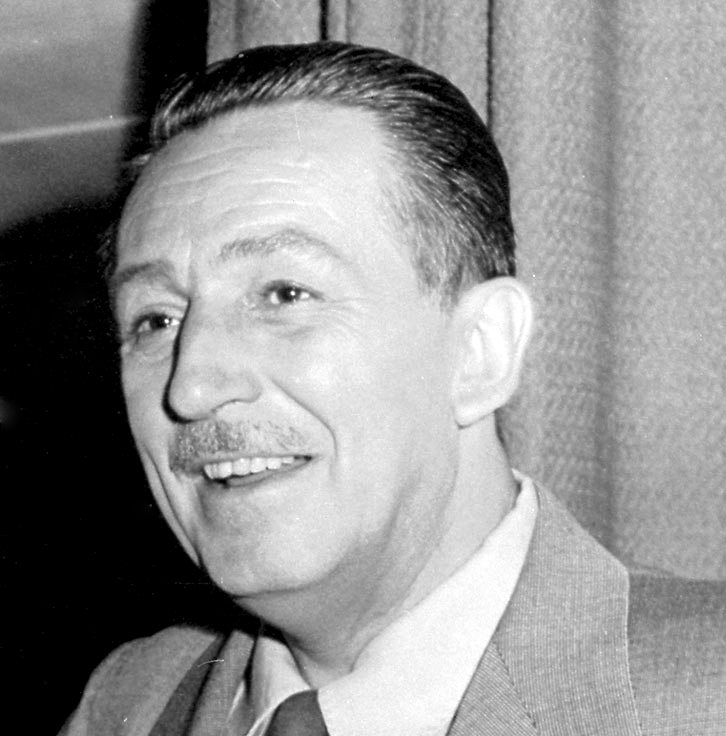
Walt Disney, premiato dal Senato di Berlino per il lungo sostegno al festival.

La 4ª edizione del Festival internazionale del cinema di Berlino si è svolta a Berlino dal 18 al 29 giugno 1954. Direttore del festival è stato per il quarto anno Alfred Bauer.
Dal momento che l'assegnazione di riconoscimenti da parte di una giuria di esperti era riservata ai cosiddetti "festival competitivi", titolo che la Berlinale non si era ancora guadagnata, anche in questa edizione come nelle due precedenti i premi sono stati assegnati dal pubblico, che dopo ciascuna proiezione ha assegnato un voto ai film su una scala da 1 a 4. Per la prima volta è stato inoltre assegnato il Premio OCIC, conferito dall'Organizzazione Cattolica Internazionale del Cinema.
L'Orso d'oro è stato assegnato al film britannico Hobson il tiranno di David Lean.
La retrospettiva di questa edizione ha avuto come titolo "Showcase of Famous Films".

## Storia
(Hugo Hartung, Deutsche Zeitung)
Dopo lo scarso riscontro di pubblico dell'anno precedente, dovuto ai moti operai scoppiati a Berlino Est il giorno prima dell'inaugurazione, l'edizione del 1954 fece registrare un'enorme affluenza di appassionati che affollarono gli alberghi e i locali dedicati al festival, entusiasti di vedere l'arrivo di star del calibro di Richard Widmark, Maria Schell, Françoise Arnoul, Jean Marais, Vittorio de Sica, Yvonne De Carlo, Sophia Loren e Gina Lollobrigida. A questi si unirono star locali come l'attrice Hildegard Knef, gli attori Curd Jürgens e Heinz Rühmann e il regista Helmut Käutner. Insieme all'aspirazione della città di essere di nuovo protagonista sulla scena internazionale, l'atmosfera generata dalla calorosa accoglienza dei berlinesi e dal loro desiderio di glamour fu determinante nel passo in avanti che la Berlinale fece in questa edizione, ottenendo un maggior riconoscimento e affermandosi come "evento sociale" al pari dei Festival di Cannes e Venezia.
Per il terzo anno consecutivo i premi furono assegnati dal pubblico, che riservò i riconoscimenti principali a due commedie sentimentali come Hobson il tiranno di David Lean e Pane, amore e fantasia di Luigi Comencini. L'esigenza di affidare la scelta al pubblico significò ancora una volta lasciar passare inosservati film che sarebbero stati poi acclamati dalla critica, come Vivere di Akira Kurosawa e Magnifica ossessione di Douglas Sirk, e come nelle edizioni precedenti i film tedeschi si rivelarono un clamoroso insuccesso. La co-produzione tedesco-americana Rummelplatz der Liebe di Kurt Neumann fu rumorosamente contestata dai 25.000 spettatori presenti all'inaugurazione nella Waldbühne e l'ennesimo fallimento del cinema nazionale dette origine a dibattiti circa la mancata partecipazione all'organizzazione del festival da parte della SPIO, l'organizzazione dell'industria cinematografica tedesca. Durante la fase di preparazione c'erano stati ancora una volta dibattiti riguardo ai tagli al bilancio della manifestazione e la SPIO aveva espresso le sue preoccupazioni per il fatto che una riduzione delle finanze avrebbe messo in pericolo le aspirazioni del festival a livello internazionale. Fu grazie alla determinazione del direttore del festival Alfred Bauer che alla fine fu garantito un budget adeguato, coperto in larga parte da una sovvenzione del governo federale di 100.000 marchi.
La precaria sicurezza istituzionale e finanziaria della Berlinale fu in gran parte dovuta all'incerta condizione politica della città. La partecipazione del governo federale fu vista come un danno alla "neutralità" di Berlino e portò a problemi di natura politica. I governi dell'Unione Sovietica e della DDR mantennero un occhio aperto su come il festival veniva finanziato e su eventuali "strumentalizzazioni politiche". Dal canto suo, il Senato di Berlino continuò con la decisione di non invitare film del blocco orientale.

## Selezione ufficiale (parziale)
- Ventimila leghe sotto i mari (20,000 Leagues Under the Sea), regia di Richard Fleischer (Stati Uniti)
- Deserto che vive (The Living Desert), regia di James Algar (Stati Uniti)
- Een gouden eeuw-de kunst der Vlaamse primitieven, regia di Paul Haesaerts (Belgio)
- La grande speranza, regia di Duilio Coletti (Italia)
- Hobson il tiranno (Hobson's Choice), regia di David Lean (Regno Unito)
- Magnifica ossessione (Magnificent Obsession), regia di Douglas Sirk (Stati Uniti)
- La meravigliosa avventura (Det stora äventyret), regia di Arne Sucksdorff (Svezia)
- Pane, amore e fantasia, regia di Luigi Comencini (Italia)
- La porta dell'inferno (Jigokumon), regia di Teinosuke Kinugasa (Giappone)
- Rummelplatz der Liebe, regia di Kurt Neumann (Germania Ovest, Stati Uniti)
- Sinha Moca, la dea bianca (Sinhá Moça), regia di Tom Payne e Oswaldo Sampaio (Brasile)
- Lo spretato (Le defroqué), regia di Léo Joannon (Francia)
- Via senza ritorno (Weg ohne Umkehr), regia di Victor Vicas (Germania Ovest)
- Vivere (Ikiru), regia di Akira Kurosawa (Giappone)

## Premi

### Premi del pubblico
- Orso d'oro: Hobson il tiranno di David Lean
- Orso d'argento: Pane, amore e fantasia di Luigi Comencini
- Orso di bronzo: Lo spretato di Léo Joannon
- Grande targa d'oro: Deserto che vive di James Algar
- Grande targa d'argento: La meravigliosa avventura di Arne Sucksdorff
- Grande targa di bronzo: Een gouden eeuw-de kunst der Vlaamse primitieven di Paul Haesaerts

### Premi delle giurie indipendenti
- Premio Speciale del Senato di Berlino: La grande speranza di Duilio Coletti, Sinha Moca, la dea bianca di Tom Payne e Oswaldo Sampaio, Vivere di Akira Kurosawa e Walt Disney, per il lungo sostegno al festival con il meglio della sua produzione
- Premio OCIC: La grande speranza di Duilio Coletti
- Menzione speciale: Lo spretato Léo Joannon e La meravigliosa avventura di Arne Sucksdorff